# Dan Simmons
Dan Simmons (Peoria, Illinois, 1948. április 4. –) amerikai író, főként a horror és sci-fi műfajokban alkot.

## Pályafutása
1971-ben szerzett diplomát angol irodalomból a St. Louis-i Washington Egyetemen, majd tíz éven keresztül általános iskolai tanárként dolgozott, többek között a kiemelkedően tehetséges gyerekek speciális programjában.
Nyolcéves kora óta érdeklődik az írás után, egyetemi évei alatt a The Satyr című irodalmi diáklap egyik szerkesztője, írója. A korai és tartós érdeklődés ellenére kis híján nem válik íróvá: ha jó barátja, Harlan Ellison 1981-ben nem fenyegeti meg azzal, hogy letépi az orrát, ha felhagy az írással és a hivatásos íróvá válásra tett próbálkozásokkal, illetve 1982-ben nem nevezi a The River Styx Runs Upstream (A visszafelé folyó Styx) című novelláját a The Twilight Zone Magazin kezdő írók számára hirdetett pályázatára, s ott az írás nem szerzi meg az első helyet (a mintegy tízezer pályázat közül), akkor talán ezek a sorok sem láthatnak soha napvilágot.
Simmons azonban komolyan vette a fenyegetést, nem ellenezte írása nevezését, és hamarosan sikerült is megjelenési lehetőséghez jutnia. 1985-ben jelent meg első regénye, a Káli dala, mellyel azonnal World Fantasy díjat nyert.

## Munkássága
A díj elnyerése után szinte nem telt el év új regény, egy vagy több új díj nélkül. Simmons 1990 és 2000 között mintegy tizenöt regényt és számos novellát jelentett meg a science fiction, a horror, a krimi/thriller és a szépirodalom műfajában, s ez idő alatt egy Hugo-, két World Fantasy, egy Theodore Sturgeon-, kilenc Locus-, egy British Fantasy és egy British Science Fiction, négy Bram Stoker-, egy SF Chronicle- és egy Imaginaire-díjat nyert.
A fenti felsorolásból is kitűnik, hogy Simmons nem kötelezte el magát egyetlen műfaj mellett sem. „Mindez nem egyfajta előre eltervezett karrier eredménye, hanem annak a fergeteges ünneplése, hogy bármit meg tudok írni, amit akarok. Ami persze nagyképűen hangzik, de így igaz” – mondja egyik interjújában. Simmons tudatosan törekszik a különböző műfajok elegyítésére, egymáshoz közelítésére; ez a hagyományosan „lektűrnek” vagy „ponyvának” titulált műfajok – krimi, horror, science-fiction – esetében kimondottan a szépirodalomhoz való közeledést, az irodalom „fősodrába” való integrálódásra tett kísérletet jelenti.

## AHyperionciklus
Ennek a törekvésnek kitűnő példája négy kötetes science-fiction regényciklusa, melynek első kötete 1990-ben elnyerte a Hugo-díjat. A Hyperion esetében a szerkezet és a téma is Simmons írói célkitűzését tükrözi: a regény szerkezete Chaucer Canterbury mesék című műve, az angolszász irodalom „alapköve” mintájára épül fel, témája pedig John Keats angol költő személye és élete köré szerveződik, keatsi kérdéseket és problémákat vet fel újra, keatsi motívumokkal és utalásokkal építkezve.
A Hyperion az a regény, mely talán legékesszólóbban igazolja Simmons korábban idézett kijelentését: bármit meg tud írni. A kötet hat, illetve a kerettörténettel együtt hét története hét különböző stílust mutat be, hét különböző hangon szólal meg, s teszi mindezt olyan eleganciával, finomsággal, az írói eszköztár oly mértékű kihasználásával, s nem utolsósorban olyan gazdag nyelven, mely vitathatatlanul a legkiválóbb irodalmi alkotások sorába emeli a művet. Ráismerhetünk Isaac Asimov hűvös logikájára, Harlan Ellison feszültségteremtő képességére, Philip José Farmer felfűtött erotikájára, Jack Vance történetszövő zsenialitására, de akár William Gibson nyomasztó hangulatú leírásaira is. Nem véletlenül nevezte a Hyperiont az Asimov's Science Fiction Magazine az egyik első poszt-cyberpunk regénynek, mely adottként fogadja el és fogadja be az egész cyberpunk kánont és cyberpunk életérzést. Ebben az összefüggésben mindenképpen mérföldkőnek nevezhető a regény a science-fiction történetében.
A Hyperion szerves folytatása a Hyperion bukása című regény. Simmons egy történetként, Hyperion Cantos címen írta meg a két művet, s a Hyperionban felvetett problémák csak a Hyperion bukásában oldódnak meg. A Hyperion bukása szakít az előző kötet chauceri felépítésével; Simmons az egyes szám első személyű és egyes szám harmadik személyű narrációt vegyítve meséli el a zarándokok és a Shrike találkozásának történetét, a Hegemónia és a Kitaszítottak háborújának kibontakozását, a TechnoCore különböző frakcióinak küzdelmét.
A ciklus harmadik és negyedik kötetei, az Endymion és az Endymion felemelkedése hat, illetve hét évvel a Hyperion Cantos után születtek. Simmons, bár tovább viszi a keatsi témát, nem közvetlen folytatást írt: a történet három évszázaddal később, teljesen eltérő politikai viszonyok közepette, azonban régi-új szereplőkkel játszódik. De elöljáróban talán ennyit a folytatásokról – remélhetőleg hamarosan a magyar olvasók is kézbe vehetik a köteteket.
Dan Simmons a rendkívül nagy siker ellenére lezártnak tekinti a Hyperion világában játszódó történetek sorát, nem tervezi újabb regények írását ebben a világban. Ez egyfelől sajnálatos, másfelől azonban talán biztató is – a Hyperion Cantos nem juthat Martin Silenus Haldokló Földjének sorsára.

## Művei
- Song of Kali (Káli dala), 1985, horror
- Phases of Gravity, 1989, regény
- Carrion Comfort, 1989, horror
- Hyperion, 1989, science-fiction
- The Fall of Hyperion (Hyperion bukása), 1990, science-fiction
- Entropy's Bed at Midnight, 1990, elméleti
- Prayers to Broken Stones, 1990, novellák
- Summer of Night, 1991, horror
- The Hollow Man, 1992, science-fiction
- Children of the Night, 1992, horror
- Summer Sketches, 1992, elméleti
- Lovedeath, 1993, regény/horror
- Fires of Eden, 1995, horror
- Endymion, 1996, science-fiction
- The Rise of Endymion, 1997, science-fiction
- The Crook Factory, 1999, regény
- Darwin's Blade, 2000, regény
- Hardcase, 2001, krimi
- A Winter Haunting, 2002, horror
- Worlds Enough and Time, 2002, science-fiction antológia
- Hard Freeze, 2002, krimi
- Ilium, 2003, science-fiction
- Hard As Nails, 2003, krimi
- Olympos, 2005, science-fiction
- The Terror, 2007, horror/történelmi
- Drood, 2009. február

## Magyarul
- Hyperion, 1-2.; ford. Békési József; Cherubion, Debrecen, 2001
- Hyperion bukása, 1-2.; ford. Békési József; Cherubion, Debrecen, 2002
- Káli dala; ford. Békési József; Delta Vision, Bp., 2007 (A képzelet mesterei)
- Hyperion; ford. Huszár András; Agave Könyvek, Bp., 2010
- Hyperion bukása; ford. Huszár András; Agave Könyvek, Bp., 2011
- Endymion; ford. Huszár András; Agave Könyvek, Bp., 2012
- Endymion felemelkedése; ford. Huszár András; Agave Könyvek, Bp., 2013
- Ílion; ford. Huszár András; Agave Könyvek, Bp., 2015
- Olümposz, 1-2.; ford. Huszár András, Farkas Veronika; Agave Könyvek, Bp., 2017
- Dermesztő nyár; ford. Babits Péter; Alexandra, Pécs, 2018
- Terror; ford. Farkas Veronika; Agave Könyvek, Bp., 2018
- Fullasztó tél. Hó, csend, halál; ford. Babits Péter; Alexandra, Pécs, 2020